# A. Laurence Lyon
 (octobre 2020).
 (octobre 2020).
Pour les articles homonymes, voir Lyon (homonymie).
A. Laurence Lyon, né à Rotterdam en 1934 et mort en 2006, est un compositeur de musique sacrée pour les saints des derniers jours. 
Il est pendant 30 ans professeur à l'université de l'Ouest de l'Oregon.

## Biographie
Lyon est né à Rotterdam, aux Pays-Bas, où son père, T. Edgar Lyon, est président de la mission néerlandaise de l'Église de Jésus-Christ des Saints des Derniers Jours.
Lyon crée sa première composition à 12 ans. Il est d'abord appelé comme organiste pour une congrégation de l'Église à l'âge de 16 ans. La même année, il écrit et crée un sextuor pour cuivres et bois à la Granite High School de Salt Lake City (Utah). Il a ensuite servi comme missionnaire de l'Église dans la Mission des Pays-Bas, où il en a organisé et dirigé le chœur, qui a notamment chanté lors de l'inauguration du Temple suisse.
En 1958, il épouse Donna Reeder au temple de Salt Lake City.
Après sa mission, Lyon a obtenu un baccalauréat à l'université de l'Utah et un doctorat de l'École de musique Eastman.
De 1967 à 1997, il a été professeur de musique à la Western Oregon University. Il a également été président de Modern Music Methods, un éditeur de musique à cordes pour enfants.
Il a participé à la musique de nombreuses consécrations de temples de l'Église. Il a écrit un arrangement de The Morning Breaks spécialement pour la dédicace du temple d'Oakland en Californie et a dirigé des chœurs qui ont joué aux consécrations des temples de Portland et de Seattle.
Lyon a servi à plusieurs reprises en tant qu’évêque et membre de grands conseils de pieu dans l'Église. Il a été membre du conseil de l'école générale du dimanche en 1967 et du comité général de musique de l'église de 1985 à 1993. De 1999 à 2000, lui et sa femme ont servi comme missionnaires dans la mission Chili d'Osorno.
Deux de ses œuvres figurent dans l'édition 1985 du recueil de cantiques de l'Église LDS. Ce sont Each Life That Touches Ours For Good (« Chaque être qui nous ennoblit ») et Saints, Behold How Great Jehovah. Il a également écrit sept œuvres dans le recueil de chansons pour enfants de la Primaire.
Plus de 200 arrangements et compositions de Lyon ont été publiés. Plusieurs de ses œuvres pour chorales et pour orgue ont été présentées dans les émissions hebdomadaires du Mormon Tabernacle Choir. Parmi ses œuvres figurait l'oratorio Visions of Light and Truth, commandé par l'Université Brigham Young.